# بولاک نتر
بولاک نتر (فرانسوی: Bollack Netter‎) شرکت خودروسازی فرانسوی بود، که در سال ۱۹۲۳ تأسیس شد.